# Теорема Громова про компактність (ріманова геометрія)
Теорема Громова про компактність або теорема вибору Громова стверджує, що множина ріманових многовидів даної розмірності з кривиною Річчі ≥ c і діаметром ≤ D є відносно компактною в метриці Громова — Гаусдорфа .

## Історія
Теорему довів Громов, у доведенні використано нерівність Бішопа — Громова.
Поява цієї теореми підштовхнула вивчення александрівських просторів обмеженої знизу кривини в розмірностях 3 і вище і, пізніше, узагальнених просторів з обмеженою знизу кривиною Річчі.

## Варіації та узагальнення
- Теорема є узагальненням теореми Маєрса.

Теорема Громова — наслідок такого твердження:
- будь-яке універсально цілком обмежене сімейство метричних просторів є відносно компактним у метриці Громова — Гаусдорфа.
  - Сімейство {\displaystyle X} метричних просторів називається універсально цілком обмеженим, якщо для будь-якого {\displaystyle \varepsilon >0} існує ціле додатне число {\displaystyle N(\varepsilon )} таке, що будь-який простір з {\displaystyle X} допускає {\displaystyle \varepsilon }-мережу з не більше ніж {\displaystyle N(\varepsilon )} точок.